# Lijst van presidenten van Gabon
Dit is een lijst van staatshoofden van Gabon.

## Beknopt overzicht
- 1854: Gabon wordt een Franse kolonie onder de naam Kolonie van Gorée
- 1859: De kolonie van Gorée wordt bij de Franse kolonie Senegal gevoegd.
- 1860: Gabon wordt bij de Franse kolonie Ivoorkust gevoegd.
- 1883: Gabon wordt de Franse Gabon-kolonie
- 1886: De Gabon-kolonie wordt bij Midden-Congo gevoegd.
- 1903: Herstel Gabon-kolonie
- 1910: Onderdeel van Frans-Equatoriaal-Afrika
- 1958: Gabon verkrijgt autonomie onder de naam République Gabonaise
- 1960: 17 augustus: Onafhankelijkheid

## Staatshoofden van Gabon (1957-heden)

Presidentiële vlag van Gabon (1990-2016)

### (Vice-)president van de Regeringsraad (1957-1958)
| (Vice)-President | (Vice)-President              | Ambtstermijn | Partij |
| ---------------- | ----------------------------- | ------------ | ------ |
|                  | Gabriël Léon M'ba (1902-1967) | 1957-1958    | BDG    |

### Hoofd van de Voorlopige Regering (1958-1959)
| Staatshoofd | Staatshoofd                   | Ambtstermijn | Partij |
| ----------- | ----------------------------- | ------------ | ------ |
|             | Gabriël Léon M'ba (1902-1967) | 1958-1959    | BDG    |

### President van Gabon (1960-1964)
| President | President                     | Ambtstermijn | Partij |
| --------- | ----------------------------- | ------------ | ------ |
|           | Gabriël Léon M'ba (1902-1967) | 1960-1964    | BDG    |

### Revolutionair Comité (1964)
| Comité                                                          | Periode          |
| --------------------------------------------------------------- | ---------------- |
| Leden: Daniël Mbene Valère Essone Jacques Mombo Daniël Mbo Edou | 17-18 febr. 1964 |

### Presidenten van Gabon (1964-heden)
| President | President                                                  | Ambtstermijn     | Ambtstermijn     | Partij        |
| --------- | ---------------------------------------------------------- | ---------------- | ---------------- | ------------- |
|           | Jean-Hilaire Aubame (hoofd Voorlopige Regering)            | 18-19 febr. 1964 | 18-19 febr. 1964 |               |
|           | Gabriël Léon M'ba (2x) (1902-1967)                         | 17 augustus 1964 | 27 november 1967 | BDG           |
|           | Omar Bongo Ondimba (1935-2009) (geb. Albert-Bernard Bongo) | 2 december 1967  | 8 juni 2009      | BDG; 1968 PDG |
|           | Didjob Divungi Di Ndinge (1946)                            | 6 mei 2009       | 10 juni 2009     | ADERE         |
|           | Rose Francine Rogombé (1942–2015)                          | 10 juni 2009     | 16 oktober 2009  | PDG           |
|           | Ali Bongo Ondimba (1959)                                   | 16 oktober 2009  | 30 augustus 2023 | PDG           |
|           | Brice Oligui (1975)                                        | 30 augustus 2023 | heden            | Leger         |